# Lepkés-barlang
A Lepkés-barlang bazaltban kialakult barlang.

## Leírás
Nagygörbő határában, a Kovácsi-hegy Bazaltutcájában található. Nagygörbőről D felé indul a 2 km-es portalanított üzemi út egy kőbányához, mely találkozási pont, parkoló hely lehet a barlang felkeresésekor. A bánya üzemi épületeitől jobbra, Ny felé a meddőhányó aljánál elhaladva lehet bejutni a Bazaltutcába. A bányától mintegy 400 m-re a Bazaltutca két egymással párhuzamos nyílt repedésrendszerré válik. A felső, DK-i, kisebb, úgynevezett mellékutcában található a Lepkés-barlang az utca alját képező szürke bazaltból álló kőtörmelékből D felé néző nyílással.
Trapézformájú bejáratának szélessége 50 cm és magassága 60 cm. A bejáratot követő kis küszöb után a barlang 180 cm-es aknában folytatódik. Az akna aljából szűk átbújó vezet az alsó fülkébe. Ez a fülke 3 m hosszú, 1–1,5 m széles, magassága pedig 120 cm-ről fokozatosan csökken. Falait mindenütt nagy, szögletes, szürke bazalt tuskók alkotják. Az akna alja kisebb-nagyobb kőtörmelékből áll. Az alsó fülke alját többnyire morzsalékos, földes kitöltés alkotja. A barlang függőleges kiterjedése 3,1 m, vízszintes kiterjedése 3,5 m és hossza 5,4 m. Bejárásához lámpára szükség van.
A barlang genetikailag a vulkáni kőzetekben másodlagos úton létrejövő üregek csoportjába tartozik, ezen belül pedig atektonikus keletkezésű barlangnak tekinthető. A Bazaltutcával egy időben keletkezett, amikor a hegy bazaltrétegének pereme elvesztette alátámasztását és kibillenve lesuvadt. E mozgás széthúzódó repedéseket hozott létre. Egy ilyen, a Bazalt(mellék)-utca aljában levő széthúzódott repedés alkotja a Lepkés-barlangot, melynek fő kiterjedési iránya megegyezik a Bazaltutca irányával. Élővilágából előkerültek a névadó vörös csipkésbagoly lepkék (Scoliopteryx libatrix), iszapszúnyogok (Limonia nubeculosa) és korongcsigák (Aegopis verticillus). Az alsó fülke 3 m²-nyi morzsalékos kitöltése ásatásra megfelelő helynek látszik.
Helyi jelentőségű kisebb barlang, melynek faunisztikai és paleontológiai kutatása biztatónak látszik.

## Kutatástörténet
Eszterhás István Magyarország nemkarsztos barlangjainak listája című, 1989-ben készült kéziratában az olvasható, hogy a Bakony hegységben, a 4440-es barlangkataszteri területen, Nagygörbőn lévő Lepkés-barlang bazaltban alakult ki. A barlang 5,1 m hosszú és 2,5 m mély. A listában meg van említve az a Magyarországon, nem karsztkőzetben kialakult, létrehozott 220 objektum (203 barlang és 17 mesterséges üreg), amelyek 1989. év végéig váltak ismertté. Magyarországon 40 barlang keletkezett bazaltban. Az összeállítás szerint Kordos László 1984-ben kiadott barlanglistájában fel van sorolva 119 olyan barlang is, amelyek nem karsztkőzetben jöttek létre.
Az Eszterhás István által írt Magyarország nemkarsztos barlangjainak lajstroma című, 1993-ban készült kéziratban meg van említve, hogy a Bakony hegységben, a 4440-es barlangkataszteri területen, Nagygörbőn helyezkedik el a Lepkés-barlang. A bazaltban keletkezett barlang 5,1 m hosszú és 2,5 m mély. Az összeállításban fel van sorolva az a Magyarországon, nem karsztkőzetben kialakult, létrehozott 520 objektum (478 barlang és 42 mesterséges üreg), amelyek 1993 végéig ismertté váltak. Magyarországon 49 barlang, illetve mesterségesen létrehozott, barlangnak nevezett üreg alakult ki, lett kialakítva bazaltban. A Bakony hegységben 123 barlang jött létre nem karsztkőzetben.

## További irodalom
- Eszterhás István: Die Basalthöhlen der Tátika- und Kovácsi-berg. Arbeitsmaterial der Höhlenforscher, 19. Jahrgang. 1987. DWBO Dresden. 11. old.